# 井上秀成
井上 秀成（いのうえ ひでなり、1943年（昭和18年） - ）は、日本の分子化学者。専門は応用錯体化学。慶應義塾大学名誉教授（理工学部）。慶應義塾大学工学博士。研究室では社長と呼ばれている。

## 学歴
- 明治大学工学部卒業

## 職歴
- 慶應義塾大学助手
- 慶應義塾大学助教授
- 慶應義塾大学教授

## 専門分野
- 応用錯体化学
- 精密有機合成

## 主論文
- 「フェオフィチン類標準試料の簡易・迅速な調製法」（分析化学、共著）